# Чемпионат мира по санному спорту 1989
26-й чемпионат мира по санному спорту прошёл с 10 по 12 февраля 1989 года на санно-бобслейной трассе в Винтерберге (ФРГ). На этом чемпионате впервые начали разыгрываться медали в смешанной эстафете, состоящей из команды мужчин и женщин одиночников, а также двоек у мужчин.

## Одиночки (мужчины)
| Золото      | Серебро     | Бронза           |
| Георг Хакль | Йенс Мюллер | Йоханнес Шеттель |

## Одиночки (женщины)
| Золото      | Серебро             | Бронза         |
| Зузи Эрдман | Герда Вайсенштайнер | Уте Оберхофнер |

## Двойки (мужчины)
| Золото                     | Серебро                       | Бронза                  |
| Штефан Крауссе, Ян Берендт | Хансйорг Рафль, Норберт Хубер | Йорг Хофман, Йохен Пицш |

## Смешанные команды
| Золото                                                                                         | Серебро                                                                           | Бронза                                                                                            |
| Хансйорг Рафль, Герхард Планкенштайнер, Герда Вайсенштайнер, Вероника Оберхубер, Норберт Хубер | Йенс Мюллер, Рене Фридль, Зузи Эрдман, Уте Оберхофнер, Штефан Крауссе, Ян Берендт | Сергей Данилин, Юрий Харченко, Юлия Антипова, Ирина Кусакина, Евгений Белоусов, Александр Беляков |

## Общий медальный зачёт
| Место | Страна | Золото | Серебро | Бронза | Всего |
| ----- | ------ | ------ | ------- | ------ | ----- |
| 1     | ГДР    | 2      | 2       | 2      | 6     |
| 2     | Италия | 1      | 2       | 0      | 3     |
| 3     | ФРГ    | 1      | 0       | 1      | 2     |
| 4     | СССР   | 0      | 0       | 1      | 1     |